# Lutosławice Szlacheckie
Lutosławice Szlacheckie – wieś w Polsce położona w województwie łódzkim, w powiecie piotrkowskim, w gminie Grabica.
W latach 1975–1998 miejscowość administracyjnie należała do województwa piotrkowskiego.
Zobacz też: Lutosławice Rządowe